# Georg Ott
Georg Ott (* 19. Oktober 1811 in Sulzbach; † 17. November 1885 in Abensberg) war ein katholischer Theologe und Schriftsteller.

## Leben
Georg Ott wurde 1811 als Sohn eines Sulzbacher Metzgers geboren. Er studierte in Regensburg Theologie und erhielt am 2. Juli 1837 die Priesterweihe. Er war zunächst Hilfspriester in der Stiftskirche Obermünster und anschließend vom 27. August 1838 bis 1842 Kaplan in Dieterskirchen und in Schwarzach. Dann wirkte er bis 1845 als Pfarrprovisor, d. h. als Stellvertreter des Pfarrers, in Oberwinkling und bis 1849 als Kaplan in Deggendorf. Als Expositus kam er nach Riedenburg und erhielt am 19. April 1854 eine Pfarrstelle in Beratzhausen. Dort arbeitete er bis zum Mai 1862 und wechselte dann als Stadtpfarrer nach Abensberg. Er verstarb in Abensberg am 17. November 1885.
Georg Ott schrieb insgesamt 34 theologische Bücher und war zu seiner Zeit ein vielgelesener Schriftsteller.

## Werke (Auswahl)
- Gertrudenbuch oder Gebete, Andachten und Belehrungen zum Gebrauche römischkatholischer Christen 1852
- Maienblüthen, oder, Betrachtungen, Gebete und Lieder der hohen Himmelskönigin Maria zur Feier der Mai-andacht geweiht 1853
- Legende von den lieben Heiligen Gottes 1. Auflage 1855, 32. Auflage 1921
- Vade MeCuM für Priester am Kranken- und Sterbebette 1856
- Marianum 1. Auflage 1859, 10. Auflage 1877
- Das Leben der lieben Heiligen Jungfrau Rosa von Lima 2. Auflage 1863
- Ave Maria! Gebetbüchlein für fromme Mädchen 1868
- Eine Pilgerfahrt in das heilige Land 1868
- Eucharisticum 1869
- Beicht- und Kommunion-Büchlein für alle, die den Herrn Jesum lieb haben 1875
- Josephi-buch, oder, die Macht der Fürbitte des Heiligen Patriarchen Joseph 2. Auflage 1877
- Die ersten Christen über und unter der Erde: Oder Zeugnisse für den Glauben, die Hoffnung und Liebe unserer heiligen Mutter, der Kirche 1878